# KkStB 20.0
A kkStB 20.0 villamos motorkocsisorozat volt a k.k. österreichischen Staatsbahnennél.
Mindkét jármű 1905-ben készült a Siemens-Schuckert (elektromos felszerelés) és a Grázi Vagongyár-ban a Montafonerbahn-nak, melynek üzemeltetését a kkStB végezte. 650 V egyenáram-al üzemelt, két Lyra áramszedője volt, csomagtere és külön 2. és 3 osztálya.
A járművek az  első világháború után is megmaradtak eredeti vonalaikon, azaz 1918 után a BBÖ állományába kerültek, és csak az üzemeltetési szerződés végén, 1926. augusztus 1-ével kerültek vissza a  Montafonerbahnhoz.
A20.002-es 1949-ben Ci 6 (később BDi 10.106) típusú személykocsivá építették át, a 20.001 gépi berendezését 1953-ban a ET 10.102-ben újra felhasználták.

## Fordítás
Ez a szócikk részben vagy egészben  a   kkStB 20.0 című német Wikipédia-szócikk fordításán alapul.  Az eredeti cikk szerkesztőit annak laptörténete sorolja fel. Ez a jelzés csupán a megfogalmazás eredetét és a szerzői jogokat jelzi, nem szolgál a cikkben szereplő információk forrásmegjelöléseként.